# Liste von Schiffen der israelischen Marine

Seekriegsflagge der israelischen Marine

Diese Liste enthält Kriegsschiffe der israelischen Marine. Die Liste ist nach Schiffstypen und -klassen geordnet, hinter deren Namen jeweils eine Schiffsliste dieser Klasse folgt. Frühere Namen und Kennungen sind in Klammern hinter die gültigen Namen und Kennungen in der Klasse gesetzt.
In Dienst befindliche Schiffstypen und -klassen bzw. Einheiten sind blau unterlegt.

## Überwasser-Kampfschiffe

### Zerstörer und Fregatten
| Zerstörer und Fregatten | Zerstörer und Fregatten             | Zerstörer und Fregatten                                                                     | Zerstörer und Fregatten           | Zerstörer und Fregatten | Zerstörer und Fregatten |
| Klasse                  | Schiffe                             | Schiffe                                                                                     | Schiffe                           | Typ                     | Bild                    |
| Klasse                  | Kennung                             | Name                                                                                        | Dienstzeit00                      | Typ                     | Bild                    |
| ----------------------- | ----------------------------------- | ------------------------------------------------------------------------------------------- | --------------------------------- | ----------------------- | ----------------------- |
| River-Klasse            | K-28 (K448) K-30 (K682) K-32 (K666) | INS Mivtach (ex-HMCS Orkney) INS Misgav (ex-HMCS Strathadam) INS Miznak (ex-HMCS Hallowell) | 1949–1958 0 1950–1958 0 1952–1958 | Fregatte                |                         |
| Z-Klasse                | K-40 (R39) K-42 (R54)               | INS Eilat (ex-HMS Zealous) INS Yaffo (ex-HMS Zodiac)                                        | 1956–1967 0 1956–1972             | Zerstörer               |                         |
| Hunt-Klasse             | K-38 0 (L60)                        | INS Haifa (ex-Mohammed Ali) (ex-Ibrahim el Awal) (ex-Lin Fu) (ex-HMS Mendip)                | 1957–1968                         | Zerstörer               |                         |

### Korvetten und Schnellboote
| Korvetten und Schnellboote                                        | Korvetten und Schnellboote                     | Korvetten und Schnellboote                                                                                               | Korvetten und Schnellboote                                                                | Korvetten und Schnellboote                                  | Korvetten und Schnellboote |
| Klasse                                                            | Schiffe                                        | Schiffe | Schiffe                                                                                   | Typ                                                         | Bild                       |
| Klasse                                                            | Kennung                                        | Name | Dienstzeit00                                                                              | Typ                                                         | Bild                       |
| ----------------------------------------------------------------- | ---------------------------------------------- | --- | ----------------------------------------------------------------------------------------- | ----------------------------------------------------------- | -------------------------- |
| Flower-Klasse                                                     | K-18 0 (K540) K-20 (K520)                      | INS Wedgwood (ex-INS HaShomer) (ex-HMCS Beauharnois) INS Haganah (ex-HMCS Norsyd)                                        | 1948–1954 0 1948–1954                                                                     | Korvette                                                    |                            |
| Sa’ar-1-Klasse (Sa’ar-2-Klasse) 0 Sa’ar-1-Klasse (Sa’ar-3-Klasse) | 311 312 313 321 322 323331 332 333 341 342 343 | INS Mivtach INS Miznak INS Misgav INS Eilat INS Haifa INS AkkoINS Sa’ar INS Sufa INS Ga’ash INS Herev INS Hanit INS Hetz |                                                                                           | Schnellboot/Torpedoschnellboot 0 Schnellboot/FK-Schnellboot |                            |
| Sa’ar-4-Klasse                                                    |                                                | INS Reshef INS Keshet INS Romach INS Kidon INS Tarshish INS Yaffo INS Nitzachon INS Atzmaut INS Moledet INS Komemiyut    | 1973–2014 1973–1980 1974–1979 1974–1994 1975–1995 1975–1998 1978–2014 1979–2000 1980–2000 | FK-Schnellboot                                              |                            |
| Sa’ar-4.5-Klasse                                                  |                                                | INS Romach INS Keshet INS Nirit INS Kidon INS Tarshish INS Yaffo INS Herev INS Sufa                                      | seit 1981 seit 1982 seit 1991 seit 1997 seit 1998 seit 2002 seit 2003                     | FK-Schnellboot                                              |                            |
| Sa’ar-5-Klasse (Eilat-Klasse)                                     | 501 502 503                                    | INS Eilat INS Lahav INS Hanit                                                                                            | seit 24. Mai 1994 seit 23. September 1994 seit 7. Februar 1995                            | Korvette                                                    |                            |
| Sa’ar-6-Klasse (Magen-Klasse)                                     |                                                | INS Magen INS Oz INS Atzmaut INS Nitzachon                                                                               | seit 11. November 2020 seit 5. Mai 2021 seit 23. April 2023 seit 12. Dezember 2023        | Korvette                                                    |                            |

## U-Boote
| U-Boote                              | U-Boote                    | U-Boote                                                                               | U-Boote                                                       | U-Boote | U-Boote |
| Klasse                               | Schiffe                    | Schiffe                                                                               | Schiffe                                                       | Typ     | Bild    |
| Klasse                               | Kennung                    | Name                                                                                  | Dienstzeit00                                                  | Typ     | Bild    |
| ------------------------------------ | -------------------------- | ------------------------------------------------------------------------------------- | ------------------------------------------------------------- | ------- | ------- |
| S-Klasse (Unterklasse Subtle-Klasse) | 0 (P266) 0 (P265)          | Rahav (רהב) (ex-Sanguine) Tanin (תנין) (ex-Springer)                                  | 1958–1967 0 1958–1972                                         |         |         |
| T-Klasse                             | 0 (P352) 0 (P353) 0 (P354) | Dakar (דקר) (ex-Totem) Dolphin (דולפין) (ex-Truncheon) Leviathan (לוויתן) (ex-Turpin) | 1967–1968 0 1968–Mitte 1970er Jahre 0 1967–späte 1970er Jahre |         |         |
| Gal-Klasse                           |                            | INS Gal INS Tanin (תנין) INS Rahav (רהב)                                              | 1976–2000 1977–2002 1977–1997                                 |         |         |
| Dolphin-I-Klasse                     |                            | INS Dolphin (דולפין) INS Leviathan (לוויתן) INS Tekuma (תקומה)                        | seit 29. März 1999 seit 29. Juni 1999 seit 25. Juli 2000      |         |         |
| Dolphin-II-Klasse                    |                            | INS Tanin (תנין) INS Rahav (רהב) INS Drakon (דרקון)                                   | seit 30. Juni 2014 seit 13. Januar 2016 in Erprobung          |         |         |
| Dolphin-III-Klasse (Dakar-Klasse)    |                            | Namenlos                                                                              | in Planung                                                    |         |         |

## Patrouillenboote
| Patrouillenboote                                  | Patrouillenboote | Patrouillenboote        | Patrouillenboote | Patrouillenboote            | Patrouillenboote |
| Klasse                                            | Schiffe          | Schiffe                 | Schiffe          | Typ                         | Bild             |
| Klasse                                            | Kennung          | Name                    | Dienstzeit00     | Typ                         | Bild             |
| ------------------------------------------------- | ---------------- | ----------------------- | ---------------- | --------------------------- | ---------------- |
| Dvora-Klasse                                      |                  | 10 Einheiten            |                  |                             |                  |
| Shaldag-Klasse                                    |                  |                         |                  |                             |                  |
| Super Dvora Mk.II-KlasseSuper Dvora Mk.III-Klasse |                  | 4 Einheiten13 Einheiten |                  |                             | Beispielbild     |
| Defender                                          |                  |                         |                  |                             |                  |
| Protector USV                                     |                  |                         |                  | Unbemanntes Patrouillenboot |                  |
| Silver Marlin                                     |                  |                         |                  | Unbemanntes Patrouillenboot |                  |

## Hilfsschiffe
| Hilfsschiffe        | Hilfsschiffe        | Hilfsschiffe                                       | Hilfsschiffe          | Hilfsschiffe | Hilfsschiffe |
| Klasse              | Schiffe             | Schiffe                                            | Schiffe               | Typ          | Bild         |
| Klasse              | Kennung             | Name                                               | Dienstzeit00          | Typ          | Bild         |
| ------------------- | ------------------- | -------------------------------------------------- | --------------------- | ------------ | ------------ |
| Stollergrund-Klasse | 0 (Y 865) 0 (Y 867) | INS Bat Yam (ex-Kalkgrund) INS Bat Galim (ex-Bant) | seit 2006 0 seit 2006 |              |              |